# The Squaw Man's Son
The Squaw Man's Son er en amerikansk stumfilm fra 1917 af Edward LeSaint.

## Medvirkende
- Wallace Reid som Lord Effington
- Anita King som Wah-na-gi
- Dorothy Davenport som Edith, Lady Effington
- Donald Bowles som John McCloud
- Clarence Geldart som David Ladd
- Frank Lanning som Appah
- Ernest Joy som Lord Kerhill
- Lucien Littlefield som Lord Yester
- Mabel Van Buren som Lady Stuckley
- Raymond Hatton som butiksindehaver